# 영국 아카데미 편집상
영국 아카데미 편집상은 영국 영화 텔레비전 예술 아카데미 (BAFTA)가 매년 개최하는 영국 아카데미 영화상에서 영화에 뛰어난 편집을 선보인 영화 편집자에게 수여하는 영화상이다.
BAFTA는 영화, 텔레비전, 비디오 게임 (그리고 이전에는 어린이 영화 및 텔레비전)에 대한 연례 시상식을 개최하는 영국의 단체이다. 1966년부터 매년 시상식에서 선정된 편집자들에게 BAFTA 편집상이 수여되었다. 전통적으로 매년 네 편의 영화가 후보에 올랐지만 2000년에 아카데미는 연간 후보 수를 다섯 편으로 늘렸다. 미리 정해진 한도를 초과한 경우는 두 번 있었다. 1992년에는 동점 투표로 인해 다섯 명의 후보가 있었고, 2008년에는 여섯 명의 후보가 있었다.
다음 목록에서 굵게 표시된 제목과 이름은 각각 수상작과 수상자이며, 굵게 표시되지 않은 것은 후보작이다. 제시된 연도는 시상식이 항상 그 다음 해에 열리기 때문에 해당 영화가 개봉된 연도이다.
아카데미의 영화 투표 회원들은 각 부문에서 다섯 편의 후보작을 선택한다. 각 영화의 주요 편집자만 이름이 지정되며, 추가 편집자, 감독 편집자 등은 제외된다. 실제 편집상 수상자는 "챕터 투표"를 통해 선정되며, 편집 챕터 회원으로 확인된 아카데미 회원만이 수상자에게 투표한다.

## 수상자와 후보자

### 1960년대
| 연도        | 영화                           | 편집자          |
| ----------- | ------------------------------ | --------------- |
| 1966 (20회) | 모건                           | 톰 프리슬리     |
| 1966 (20회) | 알피                           | 델마 코넬       |
| 1966 (20회) | 아라베스크                     | 프레데릭 윌슨   |
| 1966 (20회) | 비밀첩보원 퀼러                | 프레데릭 윌슨   |
| 1967 (21회) | 수상자 없음                    | 수상자 없음     |
| 1968 (22회) | 졸업                           | 샘 오스틴       |
| 1968 (22회) | 차즈 오브 더 라이트 브리게이드 | 케빈 브라운로우 |
| 1968 (22회) | 올리버                         | 랄프 켐플렌     |
| 1968 (22회) | 로미오와 줄리엣                | 레지널드 밀스   |
| 1969 (23회) | 미드나잇 카우보이              | 휴 A. 로버트슨  |
| 1969 (23회) | 블리트                         | 프랭크 P. 켈러  |
| 1969 (23회) | 오 왓 어 러블리 워             | 케빈 코너       |
| 1969 (23회) | 제트                           | 프랑수아즈 보노 |

### 1970년대
| 연도        | 영화                       | 편집자                                                     |
| ----------- | -------------------------- | ---------------------------------------------------------- |
| 1970 (24회) | 내일을 향해 쏴라           | 존 C. 하워드 & 리처드 C. 마이어                            |
| 1970 (24회) | 매시                       | 댄포드 B. 그린                                             |
| 1970 (24회) | 라이언의 딸                | 노먼 새비지                                                |
| 1970 (24회) | 그들은 말을 쏘았다         | 프레드릭 스타인캠프                                        |
| 1971 (25회) | 사랑의 여로                | 리처드 마든                                                |
| 1971 (25회) | 지붕 위의 바이올린         | 앤서니 깁스 & 로버트 로렌스                                |
| 1971 (25회) | 행동                       | 앤서니 깁스                                                |
| 1971 (25회) | 탈의                       | 존 카터                                                    |
| 1972 (26회) | 프렌치 커넥션              | 제럴드 B. 그린버그                                         |
| 1972 (26회) | 카바레                     | 데이비드 브레더튼                                          |
| 1972 (26회) | 시계태엽 오렌지            | 빌 버틀러                                                  |
| 1972 (26회) | 서바이벌 게임              | 톰 프리슬리                                                |
| 1973 (27회) | 자칼의 날                  | 랄프 켐플렌                                                |
| 1973 (27회) | 돌파구                     | 프랭크 모리스                                              |
| 1973 (27회) | 쳐다보지 마라              | 그레이엄 클리포드                                          |
| 1973 (27회) | 내셔널 헬스                | 랄프 셸든                                                  |
| 1974 (28회) | 컨버세이션                 | 리처드 추 & 월터 머치                                      |
| 1974 (28회) | 차이나타운                 | 샘 오스틴                                                  |
| 1974 (28회) | 오리엔트 특급 살인         | 앤 V. 코츠                                                 |
| 1974 (28회) | 삼총사                     | 존 빅터 스미스                                             |
| 1975 (29회) | 뜨거운 오후                | 디디 앨런                                                  |
| 1975 (29회) | 대부 2                     | 피터 지너, 배리 말킨 & 리처드 막스                         |
| 1975 (29회) | 죠스                       | 베르나 필즈                                                |
| 1975 (29회) | 롤러볼                     | 앤서니 깁스                                                |
| 1976 (30회) | 뻐꾸기 둥지 위로 날아간 새 | 리처드 추, 린지 클링먼 & 셸던 칸                           |
| 1976 (30회) | 모두가 대통령의 사람들     | 로버트 L. 울프                                             |
| 1976 (30회) | 마라톤 맨                  | 짐 클라크                                                  |
| 1976 (30회) | 택시 드라이버              | 마샤 루카스, 톰 롤프 & 멜빈 샤피로                         |
| 1977 (31회) | 애니 홀                    | 랄프 로젠블룸 & 웬디 그린 브릭몬트                         |
| 1977 (31회) | 머나먼 다리                | 앤서니 깁스                                                |
| 1977 (31회) | 네트워크                   | 앨런 하임                                                  |
| 1977 (31회) | 록키                       | 리처드 핼시                                                |
| 1978 (32회) | 미드나잇 익스프레스        | 게리 햄블링                                                |
| 1978 (32회) | 미지와의 조우              | 마이클 칸                                                  |
| 1978 (32회) | 줄리아                     | 월터 머치                                                  |
| 1978 (32회) | 스타워즈                   | 폴 허시, 마샤 루카스 & 리처드 추                           |
| 1979 (33회) | 디어 헌터                  | 피터 지너                                                  |
| 1979 (33회) | 에이리언                   | 테리 롤링스                                                |
| 1979 (33회) | 지옥의 묵시록              | 리처드 막스, 월터 머치, 제럴드 B. 그린버그 & 리사 프루트먼 |
| 1979 (33회) | 맨해튼                     | 수잔 E. 모스                                               |

### 1980년대
| 연도        | 영화                      | 편집자                         |
| ----------- | ------------------------- | ------------------------------ |
| 1980 (34회) | 올 댓 재즈                | 앨런 하임                      |
| 1980 (34회) | 엘리펀트 맨               | 앤 V. 코츠                     |
| 1980 (34회) | 페임                      | 게리 햄블링                    |
| 1980 (34회) | 크레이머 대 크레이머      | 제럴드 B. 그린버그             |
| 1981 (35회) | 성난 황소                 | 셀마 스쿤메이커                |
| 1981 (35회) | 불의 전차                 | 테리 롤링스                    |
| 1981 (35회) | 프랑스 중위의 여자        | 존 블룸                        |
| 1981 (35회) | 레이더스                  | 마이클 칸                      |
| 1982 (36회) | 의문의 실종               | 프랑수아즈 보노                |
| 1982 (36회) | 블레이드 러너             | 테리 롤링스                    |
| 1982 (36회) | E.T.                      | 캐럴 리틀턴                    |
| 1982 (36회) | 간디                      | 존 블룸                        |
| 1983 (37회) | 플래시댄스                | 월트 멀코너리 & 버드 S. 스미스 |
| 1983 (37회) | 코미디의 왕               | 셀마 스쿤메이커                |
| 1983 (37회) | 시골 영웅                 | 마이클 브래드셀                |
| 1983 (37회) | 젤리그                    | 수잔 E. 모스                   |
| 1984 (38회) | 킬링필드                  | 짐 클라크                      |
| 1984 (38회) | 어나더 컨트리             | 게리 햄블링                    |
| 1984 (38회) | 인디아나 존스             | 마이클 칸                      |
| 1984 (38회) | 언더 화이어               | 존 블룸 & 마크 콘테            |
| 1985 (39회) | 아마데우스                | 마이클 A. 챈들러 & 네나 다네빅 |
| 1985 (39회) | 백 투 더 퓨처             | 아서 슈미트 & 해리 케라미다스  |
| 1985 (39회) | 코러스 라인               | 존 블룸                        |
| 1985 (39회) | 위트니스                  | 톰 노블                        |
| 1986 (40회) | 미션                      | 짐 클라크                      |
| 1986 (40회) | 한나와 그 자매들          | 수잔 E. 모스                   |
| 1986 (40회) | 모나 리자                 | 레슬리 워커                    |
| 1986 (40회) | 전망 좋은 방              | 험프리 딕슨                    |
| 1987 (41회) | 플래툰                    | 클레어 심슨                    |
| 1987 (41회) | 자유의 절규               | 레슬리 워커                    |
| 1987 (41회) | 희망과 영광               | 이언 크래퍼드                  |
| 1987 (41회) | 라디오 데이즈             | 수잔 E. 모스                   |
| 1988 (42회) | 위험한 정사               | 피터 E. 버거 & 마이클 칸       |
| 1988 (42회) | 완다라는 이름의 물고기    | 존 짐슨                        |
| 1988 (42회) | 마지막 황제               | 가브리엘라 크리스티아니        |
| 1988 (42회) | 누가 로저 래빗을 모함했나 | 아서 슈미트                    |
| 1989 (43회) | 미시시피 버닝             | 게리 햄블링                    |
| 1989 (43회) | 위험한 관계               | 믹 오슬리                      |
| 1989 (43회) | 죽은 시인의 사회          | 윌리엄 M. 앤더슨               |
| 1989 (43회) | 레인 맨                   | 스튜 린더                      |

### 1990년대
| 연도        | 영화                            | 편집자                                                                        |
| ----------- | ------------------------------- | ----------------------------------------------------------------------------- |
| 1990 (44회) | 좋은 친구들                     | 셀마 스쿤메이커                                                               |
| 1990 (44회) | 시네마 천국                     | 마리오 모라                                                                   |
| 1990 (44회) | 범죄와 비행                     | 수잔 E. 모스                                                                  |
| 1990 (44회) | 딕 트레이시                     | 리처드 막스                                                                   |
| 1991 (45회) | 커미트먼트                      | 게리 햄블링                                                                   |
| 1991 (45회) | 늑대와 춤을                     | 닐 트래비스                                                                   |
| 1991 (45회) | 양들의 침묵                     | 크레이그 매케이                                                               |
| 1991 (45회) | 델마와 루이스                   | 톰 노블                                                                       |
| 1992 (46회) | JFK                             | 조 헛싱 & 피에트로 스칼리아                                                   |
| 1992 (46회) | 케이프피어                      | 셀마 스쿤메이커                                                               |
| 1992 (46회) | 하워즈 엔드                     | 앤드루 마커스                                                                 |
| 1992 (46회) | 플레이어                        | 제럴딘 페로니                                                                 |
| 1992 (46회) | 댄싱 히어로                     | 질 빌콕                                                                       |
| 1993 (47회) | 쉰들러 리스트                   | 마이클 칸                                                                     |
| 1993 (47회) | 도망자                          | 데니스 비르클러, 데이비드 핀퍼, 딘 굿힐, 돈 브로추, 리처드 노드 & 도브 회니히 |
| 1993 (47회) | 사선에서                        | 앤 V. 코츠                                                                    |
| 1993 (47회) | 피아노                          | 베로니카 제넷                                                                 |
| 1994 (48회) | 스피드                          | 존 라이트                                                                     |
| 1994 (48회) | 포레스트 검프                   | 아서 슈미트                                                                   |
| 1994 (48회) | 네 번의 결혼식과 한 번의 장례식 | 존 그레고리                                                                   |
| 1994 (48회) | 펄프 픽션                       | 샐리 멘케                                                                     |
| 1995 (49회) | 유주얼 서스펙트                 | 존 오트먼                                                                     |
| 1995 (49회) | 아폴로 13                       | 마이크 힐 & 다니엘 P. 핸리                                                    |
| 1995 (49회) | 꼬마돼지 베이브                 | 마커스 다키 & 제이 프리드킨                                                   |
| 1995 (49회) | 조지 왕의 광기                  | 타릭 앤워                                                                     |
| 1996 (50회) | 잉글리쉬 페이션트               | 월터 머치                                                                     |
| 1996 (50회) | 에비타                          | 게리 햄블링                                                                   |
| 1996 (50회) | 파고                            | 로더릭 제인스                                                                 |
| 1996 (50회) | 샤인                            | 핍 카멜                                                                       |
| 1997 (51회) | LA 컨피덴셜                     | 피터 호네스                                                                   |
| 1997 (51회) | 풀 몬티                         | 닉 무어 & 데이비드 프리먼                                                     |
| 1997 (51회) | 로미오와 줄리엣                 | 질 빌콕                                                                       |
| 1997 (51회) | 타이타닉                        | 콘래드 버프 4세, 제임스 카메론 & 리처드 A. 해리스                             |
| 1998 (52회) | 셰익스피어 인 러브              | 데이비드 갬블                                                                 |
| 1998 (52회) | 엘리자베스                      | 질 빌콕                                                                       |
| 1998 (52회) | 록 스탁 앤 투 스모킹 배럴즈     | 니븐 하위                                                                     |
| 1998 (52회) | 라이언 일병 구하기              | 마이클 칸                                                                     |
| 1999 (53회) | 아메리칸 뷰티                   | 타릭 앤워 & 크리스토퍼 그린버리                                               |
| 1999 (53회) | 존 말코비치 되기                | 에릭 줌브룬넨                                                                 |
| 1999 (53회) | 매트릭스                        | 잭 스탠버그                                                                   |
| 1999 (53회) | 식스 센스                       | 앤드루 먼샤인                                                                 |

### 2000년대
| 연도        | 영화                             | 편집자                                             |
| ----------- | -------------------------------- | -------------------------------------------------- |
| 2000 (54회) | 글래디에이터                     | 피에트로 스칼리아                                  |
| 2000 (54회) | 빌리 엘리어트                    | 존 윌슨                                            |
| 2000 (54회) | 와호장룡                         | 팀 스콰이어스                                      |
| 2000 (54회) | 에린 브로코비치                  | 앤 V. 코츠                                         |
| 2000 (54회) | 트래픽                           | 스티븐 미리오네                                    |
| 2001 (55회) | 멀홀랜드 드라이브                | 메리 스위니                                        |
| 2001 (55회) | 아멜리에                         | 에르베 슈나이드                                    |
| 2001 (55회) | 블랙 호크 다운                   | 피에트로 스칼리아                                  |
| 2001 (55회) | 반지의 제왕: 반지 원정대         | 존 길버트                                          |
| 2001 (55회) | 물랑 루즈                        | 질 빌콕                                            |
| 2002 (56회) | 시티 오브 갓                     | 다니엘 레젠데                                      |
| 2002 (56회) | 시카고                           | 마틴 월시                                          |
| 2002 (56회) | 갱스 오브 뉴욕                   | 셀마 스쿤메이커                                    |
| 2002 (56회) | 디 아워스                        | 피터 보일                                          |
| 2002 (56회) | 반지의 제왕: 두 개의 탑          | 마이클 J. 호턴                                     |
| 2003 (57회) | 사랑도 통역이 되나요?            | 사라 플랙                                          |
| 2003 (57회) | 21그램                           | 스티븐 미리오네                                    |
| 2003 (57회) | 콜드 마운틴                      | 월터 머치                                          |
| 2003 (57회) | 킬 빌 1부                        | 샐리 멘케                                          |
| 2003 (57회) | 반지의 제왕: 왕의 귀환           | 제이미 셀커크                                      |
| 2004 (58회) | 이터널 선샤인                    | 발디스 오스카르스도티르                            |
| 2004 (58회) | 에비에이터                       | 셀마 스쿤메이커                                    |
| 2004 (58회) | 콜래트럴                         | 짐 밀러 & 폴 루벨                                  |
| 2004 (58회) | 연인                             | 롱 쳉                                              |
| 2004 (58회) | 베라 드레이크                    | 짐 클라크                                          |
| 2005 (59회) | 콘스탄트 가드너                  | 클레어 심슨                                        |
| 2005 (59회) | 브로크백 마운틴                  | 제럴딘 페로니 & 딜런 티체노어                      |
| 2005 (59회) | 크래쉬                           | 휴스 윈본                                          |
| 2005 (59회) | 굿 나잇 앤 굿 럭                 | 스티븐 미리오네                                    |
| 2005 (59회) | 펭귄 - 위대한 모험               | 사빈 에밀리아니                                    |
| 2006 (60회) | 플라이트 93                      | 클레어 더글러스, 리처드 피어슨 & 크리스토퍼 라우스 |
| 2006 (60회) | 바벨                             | 스티븐 미리오네 & 더글러스 크라이즈                |
| 2006 (60회) | 007 카지노 로얄                  | 스튜어트 베어드                                    |
| 2006 (60회) | 디파티드                         | 셀마 스쿤메이커                                    |
| 2006 (60회) | 더 퀸                            | 루시아 주케티                                      |
| 2007 (61회) | 본 얼티메이텀                    | 크리스토퍼 라우스                                  |
| 2007 (61회) | 아메리칸 갱스터                  | 피에트로 스칼리아                                  |
| 2007 (61회) | 어톤먼트                         | 폴 토트힐                                          |
| 2007 (61회) | 마이클 클레이튼                  | 존 길로이                                          |
| 2007 (61회) | 노인을 위한 나라는 없다          | 로더릭 제인스                                      |
| 2008 (62회) | 슬럼독 밀리어네어                | 크리스 디킨스                                      |
| 2008 (62회) | 체인질링                         | 조엘 콕스 & 게리 D. 로치                           |
| 2008 (62회) | 벤자민 버튼의 시간은 거꾸로 간다 | 커크 백스터 & 앵거스 월                            |
| 2008 (62회) | 다크 나이트                      | 리 스미스                                          |
| 2008 (62회) | 프로스트 VS 닉슨                 | 다니엘 P. 핸리 & 마이크 힐                         |
| 2008 (62회) | 킬러들의 도시                    | 존 그레고리                                        |
| 2009 (63회) | 허트 로커                        | 크리스 이니스 & 밥 머로우스키                      |
| 2009 (63회) | 아바타                           | 제임스 카메론, 존 레푸아 & 스티븐 E. 리프킨        |
| 2009 (63회) | 디스트릭트 9                     | 줄리언 클라크                                      |
| 2009 (63회) | 바스터즈: 거친 녀석들            | 샐리 멘케                                          |
| 2009 (63회) | 인 디 에어                       | 다나 E. 글라우버먼                                 |

### 2010년대
| 연도        | 영화                             | 편집자                               |
| ----------- | -------------------------------- | ------------------------------------ |
| 2010 (64회) | 소셜 네트워크                    | 커크 백스터 & 앵거스 월              |
| 2010 (64회) | 127 시간                         | 존 해리스                            |
| 2010 (64회) | 블랙 스완                        | 앤드루 와이즈블럼                    |
| 2010 (64회) | 인셉션                           | 리 스미스                            |
| 2010 (64회) | 킹스 스피치                      | 타릭 앤워                            |
| 2011 (65회) | 세나: F1의 신화                  | 크리스 킹 & 그레거스 살              |
| 2011 (65회) | 아티스트                         | 안느-소피 비옹 & 미셸 하자나비시우스 |
| 2011 (65회) | 드라이브                         | 맷 뉴먼                              |
| 2011 (65회) | 휴고                             | 셀마 스쿤메이커                      |
| 2011 (65회) | 팅커 테일러 솔저 스파이          | 디노 욘새테르                        |
| 2012 (66회) | 아르고                           | 윌리엄 골든버그                      |
| 2012 (66회) | 장고: 분노의 추적자              | 프레드 래스킨                        |
| 2012 (66회) | 라이프 오브 파이                 | 팀 스콰이어스                        |
| 2012 (66회) | 007 스카이폴                     | 스튜어트 베어드                      |
| 2012 (66회) | 제로 다크 서티                   | 딜런 티체노어 & 윌리엄 골든버그      |
| 2013 (67회) | 러시: 더 라이벌                  | 다니엘 P. 핸리 & 마이크 힐           |
| 2013 (67회) | 노예 12년                        | 조 워커                              |
| 2013 (67회) | 캡틴 필립스                      | 크리스토퍼 라우스                    |
| 2013 (67회) | 그래비티                         | 알폰소 쿠아론 & 마크 상어            |
| 2013 (67회) | 더 울프 오브 월 스트리트         | 셀마 스쿤메이커                      |
| 2014 (68회) | 위플래쉬                         | 톰 크로스                            |
| 2014 (68회) | 버드맨                           | 더글러스 크라이즈 & 스티븐 미리오네  |
| 2014 (68회) | 그랜드 부다페스트 호텔           | 바니 필링                            |
| 2014 (68회) | 이미테이션 게임                  | 윌리엄 골든버그                      |
| 2014 (68회) | 나이트크롤러                     | 존 길로이                            |
| 2014 (68회) | 사랑에 대한 모든 것              | 진크스 고드프리                      |
| 2015 (69회) | 매드 맥스: 분노의 도로           | 마가렛 식셀                          |
| 2015 (69회) | 빅쇼트                           | 행크 코윈                            |
| 2015 (69회) | 스파이 브릿지                    | 마이클 칸                            |
| 2015 (69회) | 마션                             | 피에트로 스칼리아                    |
| 2015 (69회) | 레버넌트: 죽음에서 돌아온 자     | 스티븐 미리오네                      |
| 2016 (70회) | 핵소 고지                        | 존 길버트                            |
| 2016 (70회) | 컨택트                           | 조 워커                              |
| 2016 (70회) | 라라랜드                         | 톰 크로스                            |
| 2016 (70회) | 맨체스터 바이 더 씨              | 제니퍼 레임                          |
| 2016 (70회) | 녹터널 애니멀스                  | 조안 소벨                            |
| 2017 (71회) | 베이비 드라이버                  | 폴 매크리쉬 & 조너선 아모스          |
| 2017 (71회) | 블레이드 러너 2049               | 조 워커                              |
| 2017 (71회) | 덩케르크                         | 리 스미스                            |
| 2017 (71회) | 셰이프 오브 워터: 사랑의 모양    | 시드니 울린스키                      |
| 2017 (71회) | 쓰리 빌보드                      | 존 그레고리                          |
| 2018 (72회) | 바이스                           | 행크 코윈                            |
| 2018 (72회) | 보헤미안 랩소디                  | 존 오트먼                            |
| 2018 (72회) | 더 페이버릿: 여왕의 여자         | 요르고스 마브롭사리디스              |
| 2018 (72회) | 퍼스트 맨                        | 톰 크로스                            |
| 2018 (72회) | 로마                             | 알폰소 쿠아론 & 애덤 구프            |
| 2019 (73회) | 포드 V 페라리                    | 앤드루 버클랜드 & 마이클 매커스커    |
| 2019 (73회) | 아이리시맨                       | 셀마 스쿤메이커                      |
| 2019 (73회) | 조조 래빗                        | 톰 이글스                            |
| 2019 (73회) | 조커                             | 제프 그로스                          |
| 2019 (73회) | 원스 어폰 어 타임... 인 할리우드 | 프레드 래스킨                        |

### 2020년대
| 연도        | 영화                           | 편집자                      |
| ----------- | ------------------------------ | --------------------------- |
| 2020 (74회) | 사운드 오브 메탈               | 미켈 E. G. 닐센             |
| 2020 (74회) | 더 파더                        | 요르고스 람프리노스         |
| 2020 (74회) | 노매드랜드                     | 클로이 자오                 |
| 2020 (74회) | 프라미싱 영 우먼               | 프레데릭 토라발             |
| 2020 (74회) | 트라이얼 오브 더 시카고 7      | 앨런 바움가튼               |
| 2021 (75회) | 007 노 타임 투 다이            | 톰 크로스 & 엘리엇 그레이엄 |
| 2021 (75회) | 벨파스트                       | 우나 니 돈갈레              |
| 2021 (75회) | 듄                             | 조 워커                     |
| 2021 (75회) | 리코리쉬 피자                  | 앤디 저겐슨                 |
| 2021 (75회) | 소울, 영혼, 그리고 여름        | 조슈아 L. 피어슨            |
| 2022 (76회) | 에브리씽 에브리웨어 올 앳 원스 | 폴 로저스                   |
| 2022 (76회) | 서부 전선 이상 없다            | 스벤 부델만                 |
| 2022 (76회) | 이니셰린의 밴시                | 미켈 E. G. 닐센             |
| 2022 (76회) | 엘비스                         | 조너선 레드몬드 & 맷 빌라   |
| 2022 (76회) | 탑건: 매버릭                   | 에디 해밀턴                 |
| 2023 (77회) | 오펜하이머                     | 제니퍼 레임                 |
| 2023 (77회) | 추락의 해부                    | 로랑 세네샬                 |
| 2023 (77회) | 플라워 킬링 문                 | 셀마 스쿤메이커             |
| 2023 (77회) | 가여운 것들                    | 요르고스 마브롭사리디스     |
| 2023 (77회) | 존 오브 인터레스트             | 폴 와츠                     |
| 2024 (78회) | 콘클라베                       | 닉 에머슨                   |
| 2024 (78회) | 아노라                         | 숀 베이커                   |
| 2024 (78회) | 듄: 파트 2                     | 조 워커                     |
| 2024 (78회) | 에밀리아 페레즈                | 쥘리에트 웰플링             |
| 2024 (78회) | 니스캡                         | 줄리안 울리히스 & 크리스 길 |

## 다중 수상 및 후보 지명

### 다중 후보 지명
| 11회 후보 지명 - 셀마 스쿤메이커 7회 후보 지명 - 마이클 칸 6회 후보 지명 - 게리 햄블링 - 스티븐 미리오네 5회 후보 지명 - 수잔 E. 모스 - 월터 머치 - 피에트로 스칼리아 - 조 워커 4회 후보 지명 - 질 빌콕 - 존 블룸 - 짐 클라크 - 앤 V. 코츠 - 톰 크로스 - 앤서니 깁스 | 3회 후보 지명 - 타릭 앤워 - 리처드 추 - 윌리엄 골든버그 - 제럴드 B. 그린버그 - 다니엘 P. 핸리 - 마이크 힐 - 존 그레고리 - 리처드 막스 - 샐리 멘케 - 테리 롤링스 - 크리스토퍼 라우스 - 아서 슈미트 - 리 스미스 2회 후보 지명 - 스튜어트 베어드 - 커크 백스터 - 프랑수아즈 보노 - 제임스 카메론 - 행크 코윈 - 더글러스 크라이즈 - 알폰소 쿠아론 - 존 길버트 - 존 길로이 | - 앨런 하임 - 로더릭 제인스 - 랄프 켐플렌 - 제니퍼 레임 - 마샤 루카스 - 요르고스 마브롭사리디스 - 미켈 E. G. 닐센 - 톰 노블 - 샘 오스틴 - 존 오트먼 - 제럴딘 페로니 - 톰 프리슬리 - 프레드 래스킨 - 클레어 심슨 - 팀 스콰이어스 - 딜런 티체노어 - 레슬리 워커 - 앵거스 월 - 프레데릭 윌슨 - 피터 지너 |

### 다중 수상
| 3회 수상 - 게리 햄블링 2회 수상 - 리처드 추 - 짐 클라크 - 톰 크로스 - 마이클 칸 - 월터 머치 - 크리스토퍼 라우스 - 피에트로 스칼리아 - 셀마 스쿤메이커 - 클레어 심슨 |

## 같이 보기
- AACTA 편집상
- 아카데미 편집상
- 미국 영화 편집자 협회상 장편 영화 - 코미디 또는 뮤지컬 부문 최우수 편집상
- 미국 영화 편집자 협회상 장편 영화 - 드라마 부문 최우수 편집상
- 크리틱스 초이스 영화상 편집상
- 인디펜던트 스피릿 어워드 편집상